# كاري فوستر
كاري فوستر (بالإنجليزية: Carey Foster)‏ (و. 1835 – 1919 م) هو فيزيائي، وكيميائي من المملكة المتحدة .
وكان عضواً في الجمعية الملكية .

## التعليم
تعلم في كلية لندن الجامعية

## مناصب وهيئات
أدار كلية لندن الجامعية.

## جوائز
حصل على جوائز منها:
- زميل في الجمعية الملكية.